# Чухарев, Вячеслав Фёдорович
Вячеслав Фёдорович Чухарев (20.04.1926 — 27.07.1959) — советский военнослужащий, участник Великой Отечественной войны, Герой Советского Союза, старший радист-пулемётчик танка «Т-34» 3-го танкового батальона 117-й Унечской танковой бригады 1-го танкового корпуса 6-й гвардейской армии 1-го Прибалтийского фронта, младший сержант.

## Биография
Родился 20 апреля 1926 года в деревне Конево (ныне — Артинский район Свердловской области) в крестьянской семье. Рано осиротел. Отец в 1930 году был арестован НКВД, мать вскоре умерла, воспитывался у тёти. Окончил 7 классов Сажинской школы и ремесленное училище № 1 в Свердловске. Работал слесарем на Уральском заводе тяжёлого машиностроения.
С первого года Великой Отечественной войны Вячеслав Чухарев писал заявления с требованием отправить его в действующую армию, но получал категорический отказ. Только в декабре 1943 года он был призван в армию. Тогда на «Уралмашзаводе» была подготовлена для отправки на фронт танковая колонна. В один из экипажей в качестве радиста-пулемётчика зачислили тогда ещё семнадцатилетнего добровольца-уралмашевца.
В действующей армии с июля 1944 года. Принимал участие в боях с немецко-фашистскими захватчиками на 1-м Прибалтийском и 3-м Белорусском фронтах.
Старший радист-пулемётчик танка «Т-34» 3-го танкового батальона 117-й Унечской танковой бригады комсомолец младший сержант Вячеслав Чухарев отличился в бою у города Добеле. 19 сентября 1944 года экипаж «тридцатьчетвёрки», в состав которой входил младший сержант Чухарев, получил приказ командования: «оседлать» возвышенность и удерживать её до подхода основных сил, контролируя шоссейную дорогу, ведущую к городу. Когда танкисты начали оборудовать укрытие для своей боевой машины, огнём противника были ранены командир танк, командир орудия и заряжающий, а противники перешли в контратаку. Вячеслав Чухарев, приняв командование танком на себя, приказал механику-водителю спасать раненых, а сам один в течение трёх часов вёл огневой бой, действуя и за заряжающего и за наводчика. На неисправной машине сумел удержать высоту до подхода по подкрепления. Когда подошла подмога, он был не в состоянии самостоятельно выбраться из танка.
Всего в боях с 17 по 19 сентября 1944 года в составе экипажа уничтожил три танка и до 80 противников.
Указом Президиума Верховного Совета СССР от 24 марта 1945 года за образцовое выполнение боевых заданий командования на фронте борьбы с немецко-фашистскими захватчиками и проявленные при этом мужество и героизм младшему сержанту Чухареву Вячеславу Фёдоровичу присвоено звание Героя Советского Союза с вручением ордена Ленина и медали «Золотая Звезда».
На завершающем этапе войны, сражаясь с врагом на 3-м Белорусском фронте, В. Ф. Чухарев был командиром орудия танка «Т-34» 3-го танкового батальона 117-й Унечской танковой бригады. После войны продолжал службу в армии. В 1950 году вступил в ВКП(б). С 1950 года старшина В. Ф. Чухарев — в запасе.
Приехал к брату в посёлок Северский, в составе города Полевской Свердловской области. Поступил на работу слесарем 6-го разряда в лудильно-оцинковальный цех Северского металлургического завода. В 1952—1954 года трудился в городе Первоуральск. С 1954 по 1959 годы трудился бригадиром лесозаготовительной бригады Ханты-Мансийского леспромхоза Тюменской области.
27 июля 1959 года погиб. Вырвавшийся на волю бык бросился на проходившую по улице девушку. В. Ф. Чухарев её спас, а себя не успел. Похоронен в городе Ханты-Мансийске на Южном кладбище.
Награждён орденом Ленина, медалями.
На здании Сажинской школы Артинского района Свердловской области установлена мемориальная доска. В городе Ханты-Мансийск установлен бюст Героя.